# Рябов Володимир Павлович
Рябов Владимир Павлович (1 квітня 1900– травень 1938, тюрма НКВД СССР) — ерзянський учений-агроном, фахівець-перекладач творів російських літераторів ХІХ століття. Національність — ерзя.
Жертва російсько-большевицького терору 1937-1938 рр.

## Життєпис
Народився 1 квітня 1900 в селі Лобаскі (тепер Ічалковського району Мордовії) у багатодітній родині. Усі семеро дітей отримали гідну освіту й працювали заради процвітання Ерзянь Мастор. Серед них — філолог, педагог, перший професор-ерзянист Рябов Анатолій Павлович.
1918 — після закінчення школи працює робітником у Томську.
1920-1921 — воював у диверсійному загоні ім. І. Ф. Пакулова.
1921-1924 — в органах внутрішніх справ, міліціонера ЧК СССР.
1924-1927 — студент робітничого факультету Московського університету ім. М. М. Покровського (тепер Московський державний університет імені М. В. Ломоносова).
1928-1932 — навчався в Московській сільськогосподарській академії імені К. А. Тимірязєва.
1931, влітку — проходив практику на посаді викладача агрономії та машинознавство на курсах трактористів. Познайомився з майбутньою дружиною Анною, яка на цих курсах викладала російську мову.
1933 — одружився й разом із родиною переїхав у Саранськ.
1933-1937 — викладав у Мордовському аграрному педагогічному інституті, активно співпрацював із Мордовським книжковим видавництвом. Через деякий час отримав редакторську посаду й очолив відділ сільськогосподарської літератури, займався перекладацькою діяльністю.
1935, грудень — делегат письменницької організації на І з'їзді поетів-перекладачів.
1937, червень — заарештований органами НКВД СССР.
1938, травень — закатований у Саранській тюрмі.
1956 — реабілітований посмертно самими комуністами.

## Творчі напрацювання
- Переклади творів російських поетів О. С. Пушкіна, М. Ю. Лермонтова, М. О. Некрасова ерзянською мовою. Зокрема, поема Некрасова «Кому на Руси жить хорошо» була надрукована в Московському видавництві «Художня література» (1934), поема Лермонтова «Песнь про купца Калашникова» — у журналі «Сятко» (1935).

- Переклад казки Пушкіна «Сказка о рыбаке и рыбке» (1937) став у майбутньому підставою для створення ерзянсько-німецького словника (1978, Гамбург).

- Переклад ерзянською мовою Конституції СРСР 1936 року (1937).

- Таблиця «Правила змішування мінеральних добрив для внесення під різні культури та землі».